# Sporting Club Bastiais
Sporting Club Bastiais (en italiano: Sporting Club di Bastia, conocido comúnmente como SC Bastia o Bastia) es un club de fútbol francés, de la ciudad de Bastia en Alta Córcega (Córcega). Fue fundado en 1905 y actualmente disputa la Ligue 2, la segunda división del fútbol francés.

## Historia
En 1905 se funda el Sporting Club Bastia y tiene como primer presidente a Émile Brandizi.
En 1962 el club pasa a llamarse Sporting Étoile Club Bastia.  
En la temporada 1971-72 el equipo lograría llegar a su primera final de la Copa de Francia, siendo derrotado por el Olympique de Marsella por 2-1.
En la temporada 1977-78 el equipo logra llegar a la final de la Copa de la UEFA, convirtiéndose en ese entonces en el primer equipo francés en llegar a esa instancia, cayendo frente al PSV Einhoven neerlandés por un resultado global de 3-0.
En la temporada 1980-81 el equipo gana su primer título, la Copa de Francia, derrotando en la final por 2 a 1 al Saint-Étienne en el Parque de los Príncipes.
En 1992 el club se cambia el nombre por el actual, Sporting Club de Bastia.
En la temporada 2001-02 Bastia llegaría a su tercera final de la Copa de Francia, en la cual caería por 1 a 0 ante el modesto Lorient.
En la temporada 2010-11 el equipo sale campeón del Championnat National, título que le daría el permiso de ascender a la Ligue 2 de la próxima temporada.
En la temporada 2011-12, tras una emocionante campaña, el club logra el ascenso a la Ligue 1, luego de ser campeón de la Ligue 2.
Al final de la temporada 2016-17 desciende a la Ligue 2, pero su lugar en la Ligue 2 2017-18 lo ocuparía el París FC tras descender administrativamente a la tercera categoría (Championnat National), y posteriormente lo descienden hasta la CFA 2, quinta categoría.

## Estadio
Stade Armand Cesari, inaugurado el 16 de octubre de 1932, con capacidad para 10.130 personas.
En este estadio se produjo un suceso trágico. Ocurrió en 1992 cuando se decidió instalar una tribuna provisional para un encuentro de la semifinal de la Copa de Francia. La tribuna se hundió ocasionando la muerte de 19 personas.

## Rivalidades
Su máximo rival es AC Ajaccio con el que disputa el Derbi de Córcega. 
También mantiene rivalidades con otros clubes de la isla, como GFCO Ajaccio, CA Bastia y ÉF Bastia.
También mantiene una tensa rivalidad con OGC Niza.

## Datos del club
- Temporadas en Ligue 1: 34 (A la temporada 2016-17)
- Temporadas en Ligue 2: 15 (A la temporada 2017-18)
- Temporadas en Championnat National: 1 (2010-11)
- Mayor goleada conseguida: Bastia 8 - 0 FC Saint-Joseph (Copa de Francia 2005-2006)[3]
- Mayor goleada recibida: Girondins de Bordeaux 8 - 1 Bastia (temporada 1968-69) y París Saint-Germain 7-0 Bastia (Copa de Francia de Fútbol 2016-17).
- Mejor puesto en la liga: 6º (temporada 1968-69)
- Peor puesto en la liga: 20º (temporada 1985-86 y 2016-17)
- Máximo goleador: Claude Papi, con 134 goles.
- Más partidos disputados: Charles Orlanducci, con 507 partidos.

## Palmarés

### Torneos Nacionales (7)
- Ligue 2 (2): 1968, 2012
- Copa de Francia (1): 1981
- Championnat National (2): 2011, 2021
- Championnat National 2 (1): 2020
- Championnat National 3 Grupo 4 (1): 2019
- Subcampeón de la Copa de Francia (2): 1972, 2002
- Subcampeón de la Copa de la Liga (2): 1995, 2015

### Torneos internacionales (1)
- Copa Intertoto de la UEFA (1): 1997
- Subcampeón de la Copa de la UEFA (1): 1978